# Taixing
Taixing léase Tái-Sing (en chino, 泰兴市; pinyin, Tàixīng shì) es un municipio bajo la administración directa de la Prefectura Taizhou en la provincia de Jiangsu, República Popular China. Su área es de 1169 km² y su población total para 2022 fue cercana al millón de habitantes.

## Administración
Desde diciembre de 2011 el municipio de Taixing se divide en 16 pueblos que se administran en 1 subdistrito, 14 poblados y 1 villa.